# メカニカル・ブル
『メカニカル・ブル』（Mechanical Bull）はアメリカのロックバンド、キングス・オブ・レオンの6枚目のアルバム。2013年9月20日発売。全英初登場1位を獲得。

## 収録曲
1. スーパーソーカー / Supersoaker - 3:50
2. ロック・シティ / Rock City - 2:56
3. ドント・マター / Don't Matter - 2:50
4. ビューティフル・ウォー / Beautiful War - 5:09
5. テンプル / Temple - 4:10
6. ウェイト・フォー・ミー / Wait for Me - 3:30
7. ファミリー・ツリー / Family Tree - 3:50
8. カムバック・ストーリー / Comeback Story - 3:59
9. トゥナイト / Tonight - 4:33
10. カミング・バック・アゲイン / Coming Back Again - 3:28
11. オン・ザ・チン / On the Chin - 3:46

### デラックス版、日本版ボーナストラック
1. ワーク・オン・ミー / Work on Me - 4:04
2. ラスト・マイル・ホーム / Last Mile Home - 3:29

## メンバー
- カレブ・フォロウィル - ボーカル、ギター
- マシュー・フォロウィル - ギター、ピアノ、シタール、コーラス
- ジャレッド・フォロウィル - ベース、シンセサイザー、コーラス
- ネイサン・フォロウィル - ドラムス、パーカッション、コーラス